# Helena de Montenegro
Helena de Montenegro (Cetinje, 8 de janeiro de 1873 – Montpellier, 28 de novembro de 1952) foi a esposa do rei Vítor Emanuel III e rainha-consorte da Itália de 1900 até 1946. Além disso, ela foi Imperatriz Consorte da Etiópia entre 1936 e 1941, e também Rainha Consorte da Albânia de 1939 até 1943. Era filha do rei Nicolau I de Montenegro e sua esposa Milena Vukotić.

## Primeiros anos

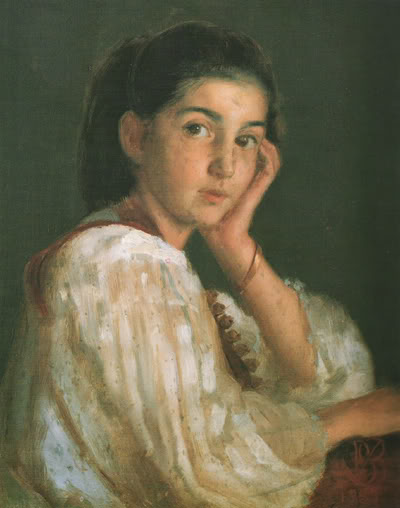
Helena na infância

Nascida em Cetinje, então capital de Montenegro, no dia 8 de janeiro de 1873, Helena (Jelena Petrović Njegoš), era filha de Nicolau Petrović Njegoš, então príncipe soberano do Principado de Montenegro e, a partir de 1910, rei do Reino de Montenegro.
Sexta de doze filhos, Helena foi primeiro confiada aos cuidados de uma governanta, Lilian Crown (cuja nacionalidade não é certa) e, por volta de 1878, ela começou a receber uma educação 'principesca' da governanta suíça Louise Neukomm.  A princípio foi educada em casa e, além de seu servo-croata (também dito montenegrino) nativo, também aprendeu francês, bem como poesia e política. As demandas educacionais de seu pai eram muito rígidas. Aos doze anos, ingressou no Instituto Smolny, fundado em São Petersburgo pela czarina russa Catarina II para as jovens da nobreza; três irmãs mais velhas da princesa também foram educadas lá: Milica, Anastásia e Maria. Devido aos laços de amizade devotada que uniam os Petrovićs aos Romanov, as princesas montenegrinas eram consideradas pela corte russa quase como pertencentes à família imperial russa (o czar Alexandre II havia sido padrinho da princesa Helena).
Helena cresceu como uma garota muito tímida e fechada, mas também sensível, animada e curiosa. Ela estudou política e filosofia na Universidade de São Petersburgo. Tendo completado seus estudos, a princesa voltou para Cetinje. Ela apreciava a literatura e compôs versos, alguns dos quais foram publicados na revista literária russa Nedelja. Nas viagens ao exterior, as artes eram o objeto preferido de suas observações. Dotada de uma aptidão singular para a pintura a óleo e aquarela, promoveu a arte em Montenegro - foi a autora do desenho do monumento ao príncipe Daniel I de Montenegro. Dedicou-se também com paixão à caça e à pesca. Amante da natureza, sua flor favorita era o ciclame.[carece de fontes?].
Conhecida por sua "beleza eslava", Helena foi descrita como: Seu rosto é lindo, seu perfil é nobre, sua testa irradia inteligência. Ela tem grandes olhos negros, um olhar inteligente e gentil. O nariz e as características do nariz são finos, o cabelo é rico e sedoso. Em suma, a princesa Helena dotará o posto de real e rainha na Itália de inquestionável dignidade e beleza. Ela era a candidata favorita do czar Alexandre III da Rússia e da esposa Maria Feodorovna, militantes pan-eslavistas, para se casar com o seu filho e herdeiro, o czarevich Nicolau Alexandrovich. Mas, Nicolau não estava interessado em Helena, pois estava apaixonado por uma neta da rainha Vitória do Reino Unido, a princesa Alice de Hesse-Darmstadt, com quem acabaria por casar-se em 1894, logo após sua ascensão ao trono. A princesa montenegrina também foi cortejada pelo príncipe Arsênio da Sérvia e pelo nobre Carl Gustaf Emil Mannerheim, futuro presidente da Finlândia e, na altura, membro da guarda imperial russa. Ambos chegaram a duelar pela mão de Helena.

## Casamento

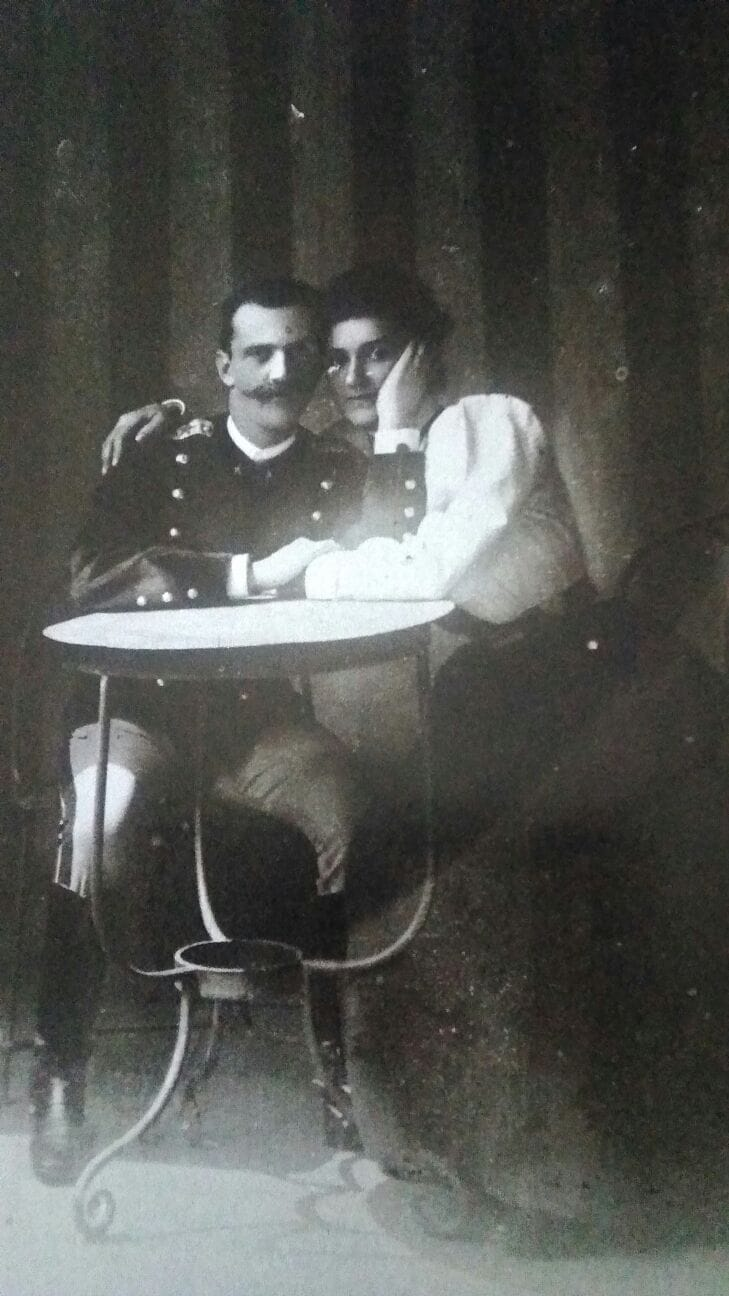
Helena e Vítor Emanuel

Em 1894, o primeiro-ministro italiano Francesco Crispi, a pedido da rainha Margarida de Saboia, esposa do rei Humberto I da Itália, começou a contemplar, através do embaixador italiano em Montenegro, Fabio Sanminiatelli, a possibilidade de um casamento entre o herdeiro do trono italiano, Vítor Emanuel, Príncipe de Nápoles, com uma filha do então Príncipe de Montenegro. Após um relatório do enviado sobre duas princesas disponíveis, Helena e sua irmã Ana, a escolha recaiu sobre Helena.
A rainha Margarida ansiava em encontrar uma noiva para o filho, afim de assegurar o quanto antes uma linhagem à dinastia italiana - a princesa inglesa Maud de Gales, neta da rainha Vitória, já havia sido rejeitada devido a consanguinidade entre as casas reais. Um casamento com uma princesa montenegrina traria 'sangue novo' à Casa de Saboia, que, durante duas gerações, tinha protagonizado casamentos entre primos de primeiro grau. Ademais, o vínculo com o pequeno principado balcânico protegido pela Rússia abriu uma interessante frente política para a Itália, que poderia ser jogada à mesa da Tríplice Aliança (o pacto defensivo com a Alemanha e a Áustria-Hungria assinado em 1882).
Seguindo um protocolo secreto, o primeiro encontro entre os dois futuros cônjuges foi organizado em abril de 1895 em Veneza. Em junho do ano seguinte, o rei Humberto I instruiu o embaixador em Viena, Costantino Nigra, a fazer contato com o pai de Helena, naquele momento de passagem para a corte dos Habsburgos, para concluir o noivado. Apesar de momento político delicado e certa resistência da mãe de Helena, contrária à abjuração da filha do cristianismo ortodoxo para a conversão ao catolicismo romano, necessária para o casamento, as negociações foram bem sucedidas. A Rússia também favoreceu as negociações, interessado em dificultar as relações entre a Itália e a Áustria-Hungria, sempre tensas, também no que diz respeito ao controle do Adriático. Em agosto de 1896  Vítor Emanuel embarcou no iate Gajola para pedir oficialmente a mão da princesa.
Feitas as núpcias, Helena deixou definitivamente Montenegro, embarcando no cruzador Savoia em 19 de outubro de 1896; chegou à Itália já convertida à religião católica. O casamento foi celebrado em Roma no dia 24, na Basílica Santa Maria. O casal se estabeleceu primeiro em Florença, no Palazzo della Meridiana, e depois, após a transferência de Vítor Emanuel para o comando de um batalhão do exército em Nápoles, no Palácio Capodimonte. O casal teve cinco filhos: Iolanda, Mafalda, Humberto, Joana e Maria Francisca.

## Rainha da Itália

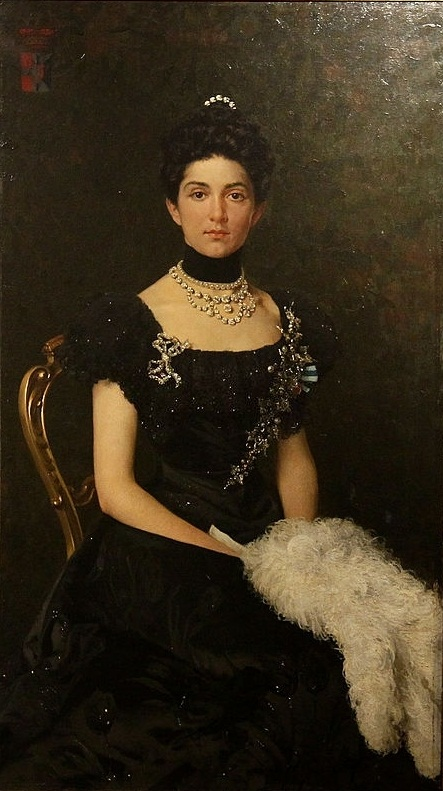
Retrato da rainha Helena em 1900, ano da ascensão do marido

Quando Humbero I foi assassinado por Gaetano Bresci em 29 de julho de 1900, os príncipes estavam longe da Itália, em um cruzeiro na rota do Pireu, e retornaram à Itália no dia 31. O reinado de Vítor Emanuel e Helena começou marcado pelo trágico regicídio. O novo monarca, durante o discurso de juramento ao Estatuto, em 11 de agosto de 1900, prestou homenagem à sua esposa "noiva augusta", proveniente "de uma raça valente", dedicada à "sua pátria adotiva". Oficialmente, Helena assumiu todos os títulos de "Rainha da Itália", e após as ocupações de Mussolini na Albânia e na Etiópia, ela assumiu os títulos de "Rainha da Albânia" e "Imperatriz da Etiópia".
Helena foi descrita como digna, mas natural e simples, e manteve os hábitos simples de sua juventude em Cettigne. Ela não gostava da vida social e do entretenimento ou da vida dos deveres públicos de representação real, mas preferia viver uma vida familiar simples e tranquila. Ela foi descrita como uma mãe amorosa, dedicada a dar a seus filhos uma educação simples, destinada a evitar que eles se sentissem superiores a outras crianças por causa de seu nascimento.
Em 1911, a rainha Helena foi descrita como:
| «Nenhuma rainha na Europa hoje, exceto a czarina e a rainha Vitória Eugénia, parece mais uma rainha do que Helena. Ela é majestosa e alta, com uma postura escultural que a distingue em qualquer lugar da multidão. Seu cabelo é tão escuro quanto as profundezas de uma floresta a meia-noite, seus olhos tão luminosos como brasas. Sua pele é como uma azeitona, e suas mãos firmes, fortes e grandes. Seus ombros são largos e ela os segura firmemente. A impressão que a mulher dá é de força física incomum. Nem poderia isso bem ser o contrário em vista de seu treinamento atlético."» |

Em 28 de dezembro de 1908, Messina foi atingida por um terremoto desastroso. A rainha ajudou com os socorristas. Ela visitou o local, organizou para que os feridos fossem levados para um navio Hospital e auxiliou pessoalmente seus cuidados como enfermeira; ela também organizou uma arrecadação de fundos para as vítimas em Roma. Isso ajudou a aumentar sua popularidade no país.

### Primeira Guerra Mundial

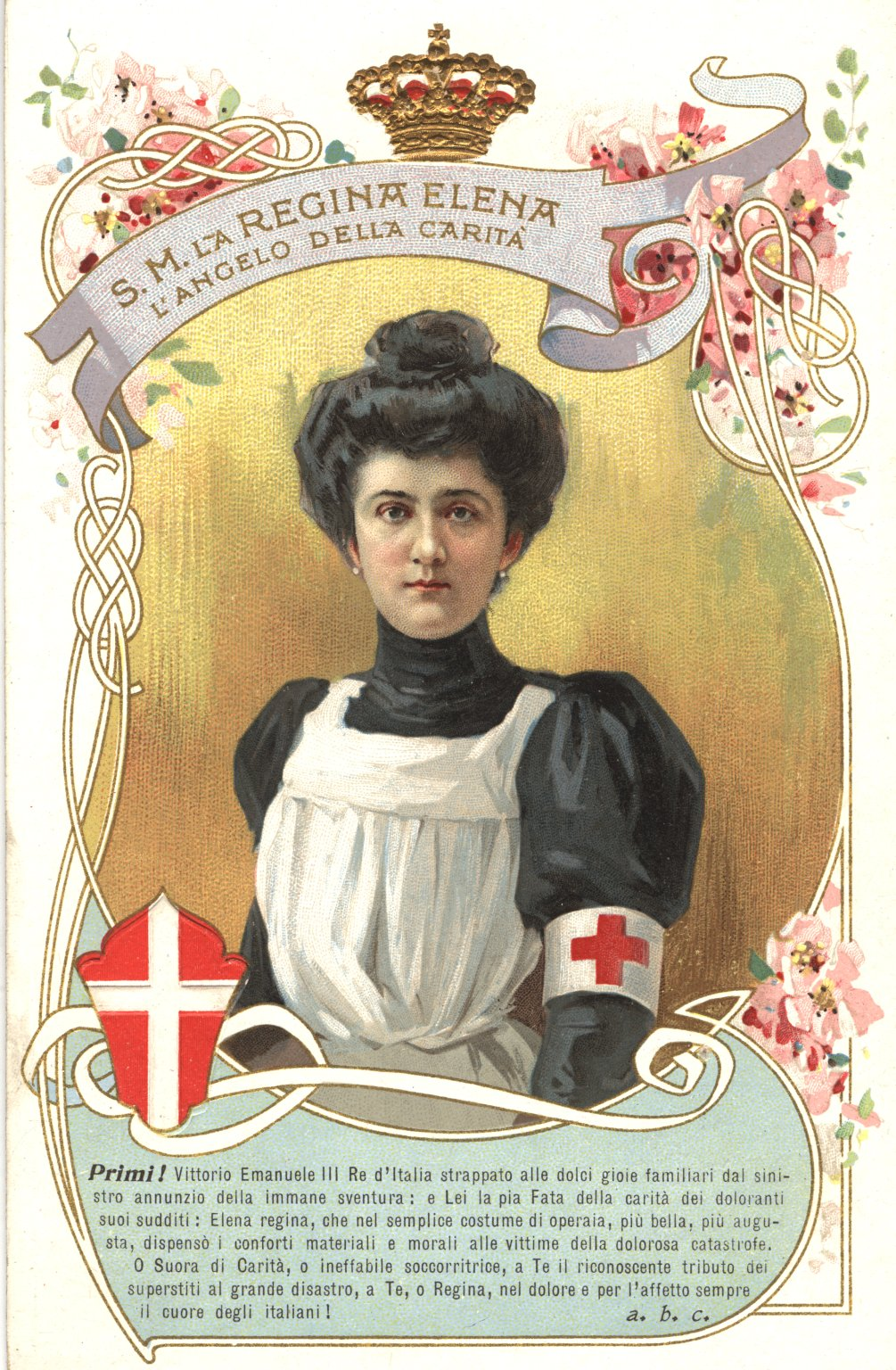
Helena como enfermeira durante a Primeira Guerra Mundial

Helena foi a primeira Inspetora das Enfermeiras Voluntárias da Cruz Vermelha Italiana de 1911 a 1921. Ela estudou medicina e conseguiu obter um laurea honoris causa. Ela financiou instituições de caridade para pessoas que sofriam de encefalite e tuberculose, alem de ajudar financeiramente ex-soldados e mães pobres. Ela estava profundamente envolvida em sua luta contra a poliomielite, doença de Parkinson e câncer e promoveu muitos esforços para a formação de médicos e para a pesquisa nessas áreas.
Durante a Primeira Guerra Mundial, Helena trabalhou como enfermeira e, com a ajuda da sogra, transformou o Palácio Quirinal e a Villa Margherita em hospitais , que funcionaram de julho de 1915 a 1919. Para arrecadar fundos, ajudou fotografando retratos de si mesma e oferecendo-os à venda. No final da guerra, ela propôs vender algumas joias da coroa para pagar as dívidas de guerra. Em 1920, ela fundou a fundação Elena di Savoia para bolsas de estudo para os filhos órfãos de ex-trabalhadores ferroviários ou soldados; ela sugeriu que todas as mulheres na Itália doassem algumas de suas joias para as crianças cujos pais haviam sido sacrificados pela nação, e ela começou doando algumas de suas próprias joias.
Em 15 de abril de 1937, o Papa Pio XI concedeu-lhe a Rosa de Ouro, a mais importante honraria concedida a uma senhora católica na época. O Papa Pio XII, em um telegrama de condolências enviado a seu filho Humberto II pela morte da rainha, a definiu como uma "Senhora de obras de caridade".

### Segunda Guerra Mundial
Em 1939, três meses após a invasão alemã da Polônia e a declaração de guerra pelo Reino Unido e França, Helena escreveu uma carta às seis rainhas europeias ainda neutras (Rainha Alexandrina da Dinamarca, Rainha Guilhermina dos Países Baixos, Grã-Duquesa Carlota de Luxemburgo, Rainha Isabel da Bélgica, Rainha Joana da Bulgária e a Rainha Maria da Iugoslávia) para evitar a grande tragédia que a Segunda Guerra Mundial se tornaria.
Helena influenciou o marido a convencer Benito Mussolini, primeiro-ministro da Itália, a criar um Reino de Montenegro independente em 1941. Em 1943 também conseguiu obter a libertação do seu sobrinho, o príncipe Miguel de Montenegro e da sua esposa Geneviève de uma prisão alemã. Miguel tinha sido preso depois de se ter recusado a tornar rei de Montenegro sob a proteção da Itália.
Em 25 de julho de 1943, Vítor Emanuel III prendeu Benito Mussolini. O rei deixou Roma em 9 de setembro para fugir para Brindisi com a ajuda dos Aliados e Helena seguiu o marido em sua fuga. Em contraste, em 23 de setembro, sua filha Mafalda foi presa pelos nazistas e enviada para o campo de concentração de Buchenwald, onde morreu em 1944.

### Exílio e morte
Após a Segunda Guerra Mundial, Vítor Emanuel III abdicou em favor de seu filho Umberto, e o ex-rei assumiu o título de conde de Pollenzo. Em 2 de junho de 1946, um referendo resultou em 52% dos eleitores favorecendo uma república sobre a monarquia. A república foi formalmente proclamada quatro dias depois, e o reinado da Casa de Saboia sobre a Itália terminou formalmente em 12 de junho de 1946. Helena e Vítor Emanuel exilaram-se no Egito, onde foram recebidos com grande honra pelo rei Faruque. Vítor Emanuel morreu um ano depois de edema pulmonar em Alexandria. Helena ficou no Egito pouco tempo antes de se mudar para a França. Lá, em Montpellier, ela foi diagnosticada com uma forma grave de câncer e morreu durante uma cirurgia para tratá-lo.
Em 15 de dezembro de 2017, 65 anos após a sua morte, seus restos mortais de foram repatriados de Montpellier para o Santuário de Vicoforte, perto de Turim. O corpo de Vítor Emanuel III foi transferido dois dias depois de Alexandria e enterrado ao lado dela.

## Legado
Diversos poetas e escritos, tais como Antonio Fogazzaro, Luigi Capuana, Vittorio Bersezio, Giovanni Pascoli e Gabriele D'Annunzio dedicaram suas obras à Helena. Ada Negri também recordou a rainha em El Anillo de Acero. Giacomo Puccini dedicou Madama Butterfly à rainha.
A Amaro Montenegro, uma famosa bebida alcoólica italiana, foi nomeado em honra à rainha após seu casamento, em 1896.

## Casamento e descendência

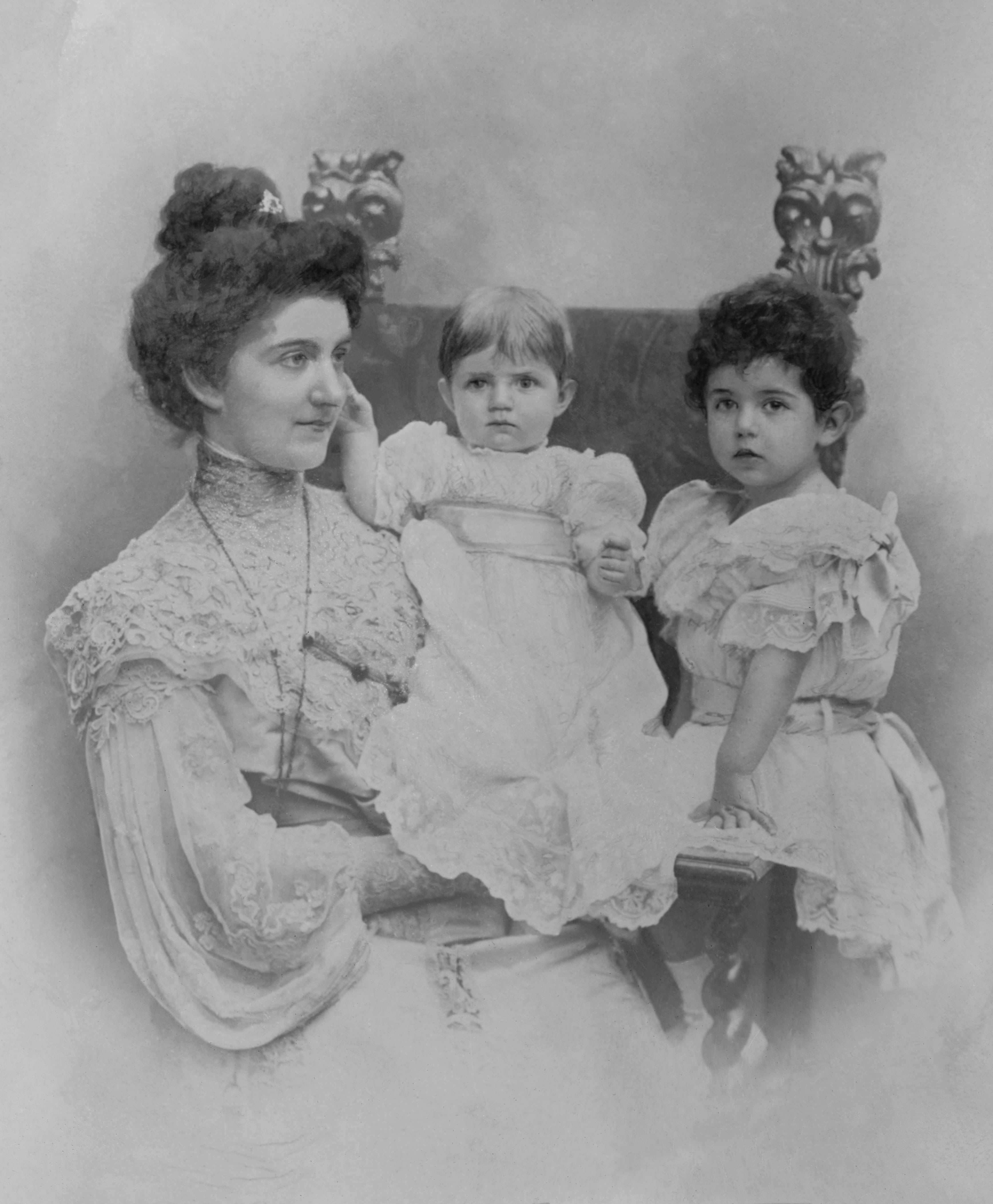
Helena de Montenegro com suas filhas Iolanda e Mafalda.

1. Iolanda de Saboia (1 de junho de 1901 - 16 de novembro de 1986), casada com Giorgio Carlo Calvi, Conde de Bergolo; com descendência;
2. Mafalda de Saboia (2 de novembro de 1902 - 27 de agosto de 1944), casada com Filipe de Hesse-Cassel, neto do imperador Frederico III da Alemanha e membro Partido Nazista; com descendência. Mafalda foi presa Gestapo e levada para o campo de concentração de Buchenwald, na Alemanha; Após um bombardeio pelas tropas aliadas, Mafalda ficou gravemente ferida e, devido a uma infecção no braço, tiveram de amputar o membro da princesa, que levou à sua morte, aos 41 anos;
3. Humberto II da Itália (15 de setembro de 1904 - 18 de março de 1983), o último rei da Itália entre maio e junho de 1946, casado com a princesa Maria José da Bélgica; com descendência. É o pai do atual pretendentes ao trono italiano, Vítor Emanuel, Príncipe de Nápoles;
4. Joana de Saboia (13 de novembro de 1907 - 26 de fevereiro de 2000), casada com o czar Bóris III da Bulgária; com descendência. Foi a última czarina da Bulgária, além de mãe de Simeão II, o último czar da Bulgária e atual pretendente ao extinto torno;
5. Maria Francisca de Saboia (26 de dezembro de 1914 - 7 de dezembro de 2001), casada com Luís de Bourbon-Parma; com descendência.

## Genealogia
| Helena de Montenegro | Pai: Nicolau I de Montenegro | Avô paterno: Mirko Petrović-Njegoš, Grão-duque de Grahovo | Bisavô paterno: Sava Petrović-Njegoš |
| Helena de Montenegro | Pai: Nicolau I de Montenegro | Avô paterno: Mirko Petrović-Njegoš, Grão-duque de Grahovo | Bisavó paterna: Angelika Radamović   |
| Helena de Montenegro | Pai: Nicolau I de Montenegro | Avó paterna: Anastasija Martinović                        | Bisavô paterno: Drago Martinović     |
| Helena de Montenegro | Pai: Nicolau I de Montenegro | Avó paterna: Anastasija Martinović                        | Bisavó paterna: Stana Martinović     |
| Helena de Montenegro | Mãe: Milena Vukotić          | Avô materno: Petar Vukotić                                | Bisavô materno: Petar Perkov Vukotić |
| Helena de Montenegro | Mãe: Milena Vukotić          | Avô materno: Petar Vukotić                                | Bisavó materna: Stana Milić          |
| Helena de Montenegro | Mãe: Milena Vukotić          | Avó materna: Jelena Voivodić                              | Bisavô materno: Tadija Voivodić      |
| Helena de Montenegro | Mãe: Milena Vukotić          | Avó materna: Jelena Voivodić                              | Bisavó materna: Milica Pavićević     |